# Rungia adnata
Rungia adnata är en akantusväxtart som först beskrevs av Imlay, och fick sitt nu gällande namn av B. Hansen. Rungia adnata ingår i släktet Rungia och familjen akantusväxter. Inga underarter finns listade i Catalogue of Life.